# Urozercon robustisetus
Urozercon robustisetus (лат.) — вид мирмекофильных клещей семейства Laelapidae из отряда Mesostigmata (Dermanyssoidea, Dermanyssina). Встречаются в Северной Америке: Пуэрто-Рико. Микроскопического размера клещи (длина самца около 0,4 мм) с субовальным дорсальным щитом. Представители вида ассоциированы с термитами, из гнезда которых были собраны. Вид был впервые описан в 1988 году под названием Myrmozercon robustisetae.